# Dziura pod Źródłem Ratusz
Dziura pod Źródłem Ratusz (Dziura pod Ratuszem) – jaskinia w Dolinie Małej Łąki w Tatrach Zachodnich. Wejście do niej znajduje się w zachodnim stoku skalno-trawiastej grzędy, położonej między Wielką Turnią i Pośrednią Małołącką Turnią, na wysokości 1741 m n.p.m. Długość jaskini wynosi 20 metrów, a jej deniwelacja 6,50 metra.

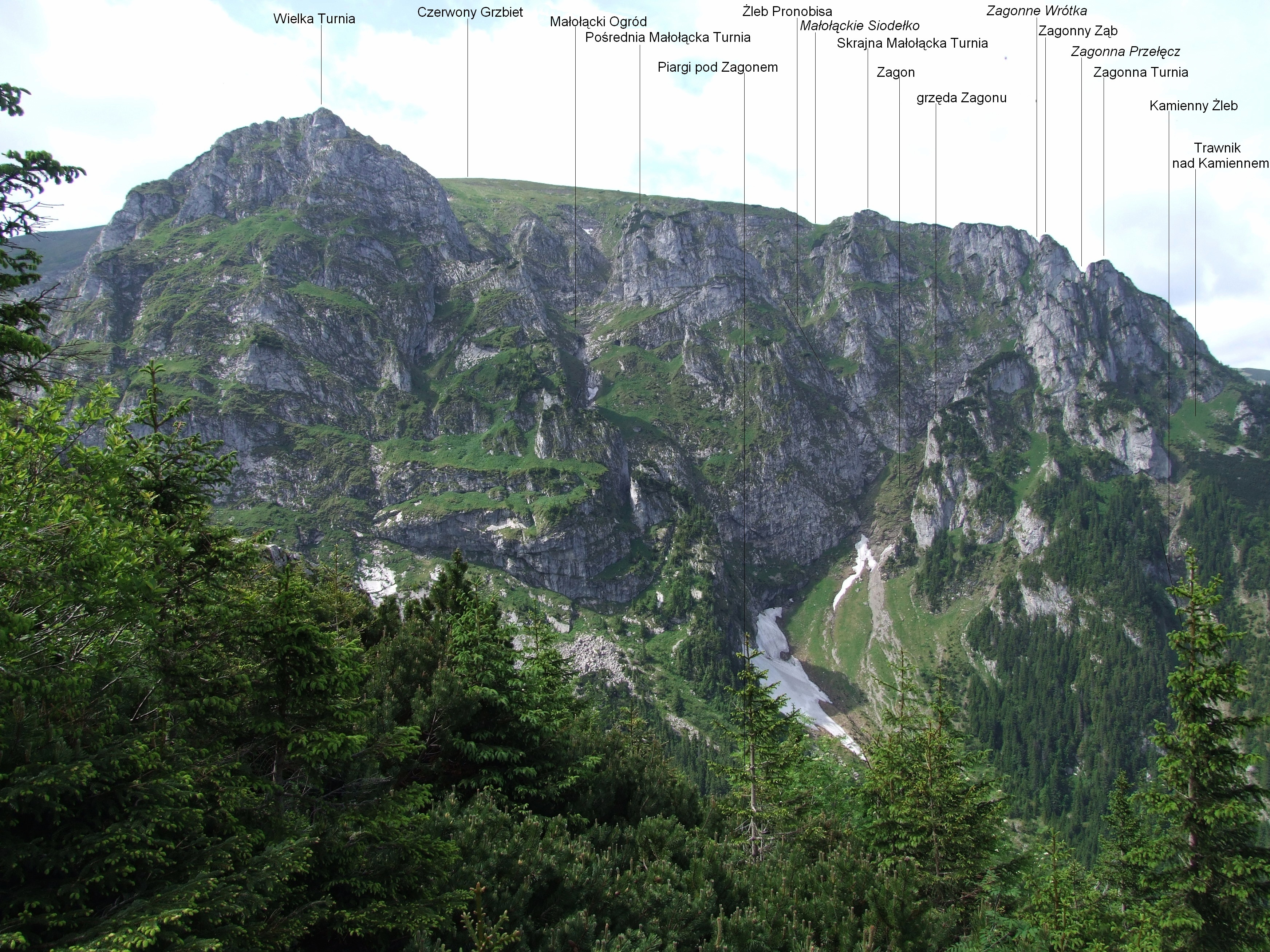
Wielka Turnia i Pośrednia Małołącka Turnia

## Opis jaskini
Główna część jaskini to sala o szerokości 1,8 metra i około 4 metrów długości. Można dostać się do niej ze szczelinowego otworu wejściowego meandrującym, wysokim korytarzem. Dno sali zasłane jest olbrzymimi blokami skalnymi. Odchodzi z niej szczelina prowadząca do czterometrowego, ciasnego kominka.
Od korytarza wejściowego odchodzą dwa boczne ciągi. Tuż za otworem wejściowym znajduje się komin prowadzący do 5-metrowego korytarzyka, a dalej dwumetrowa szczelina.

## Przyroda
W jaskini można spotkać polewy naciekowe i stalaktyty.
Do dwóch metrów w jej głąb występują mchy, glony i porosty. Jaskinię zamieszkują nietoperze.

## Historia odkryć
Opis wraz z planem, będący jednocześnie pierwszą wzmianką o jaskini, opublikował B. Koisar w 1969 roku.